# Port d'hiver
Le port d'hiver ou port de Linz est un port de commerce situé sur le Danube dans la ville de Linz.
Il se situe sur la rive droite du Danube au kilomètre 2134,3 et accueil les Chantiers navals autrichiens AG.